# Sopha Saysana
Pour les articles homonymes, voir Sopha et Saysana.
Sopha Saysana, né le 9 décembre 1992, est joueur de football laotien qui évolue pour le Lao Toyota Football Club. En 2012, il représente l'Équipe du Laos de football lors de la Coupe AFF Suzuki.